# Eugene Helimski
Eugene Arnoľdovič Helimski (a veces también escrito Eugene Khelimski, en ruso: Евге́ний Арно́льдович Хели́мский; Odessa, URSS, 15 de marzo de 1950 – Hamburgo, Alemania, 25 de diciembre de 2007) fue un lingüista soviético y ruso que en la última parte de su vida trabajó en Alemania. Fue Doctor en Filosofía (1988) y Catedrático.
Helimski investigó las lenguas samoyedas y ugrofinesas, los problemas de afinidad lingüística nostrática y urálica, el contacto lingüístico, la teoría de la clasificación genética de las lenguas y la historia cultural del norte de Eurasia y del chamanismo . Se convirtió en uno de los principales especialistas del mundo en lenguas samoyedas.

## Biografía
Helimski se graduó en el Departamento de Lingüística Estructural y Aplicada de la Universidad Estatal de Moscú (1972); completó una disertación sobre "Antiguos lazos lingüísticos ugro-samoyedos" (Tartu, 1979); completó su Tesis de Doctorado sobre "Dialectología histórica y descriptiva de las lenguas samoyedas" (Tartu, 1988); trabajó en el Instituto de Estudios Eslavos y Balcánicos de la Academia de Ciencias de Rusia (1978-1997); impartió conferencias en la RSUH (1992-1998), la Universidad de Budapest (1994-1995) y otras universidades europeas. A partir de 1998, fue profesor de la Universidad de Hamburgo y director del Instituto de Estudios Finno-Ugrianos y Urálicos de Hamburgo. 

## Contribuciones científicas
Helimski participó y organizó numerosas expediciones lingüísticas a Siberia y a la península de Taimyr así como estudios de campo de todas las lenguas samoyédicas, y fue uno de los autores de los conocidos Estudios sobre la lengua selkup, que se basó en estudios de campo y ha ampliado sustancialmente la comprensión lingüística del  samoyédico. Expuso una serie de regularidades en la fonética histórica del húngaro y confirmó la existencia de paralelos gramaticales y léxicos ugro-samoyedos. Recopiló todos los datos accesibles sobre el idioma mator, la extinta lengua samoyeda del Sur, y publicó su diccionario y gramática. Propuso varias nuevas etimologías urálicas, indoeuropeas y nostráticas y también recopiló una gran cantidad de material sobre préstamos léxicos de las lenguas de Siberia (incluyendo el ruso).
Helimski propuso una serie de modificaciones a la teoría tradicional del "árbol genealógico" con respecto a los datos urálicos, que afectaron a los estudios comparativos en general.
Trabajó en la problemática del chamanismo entre los pueblos samoyedos, recopilando y publicando textos de encantamientos chamánicos.
Publicó varias ediciones de "Таймырский этнолингвистический сборник" ("Compendio etnolingüístico taimyr", RSUH) y otras obras sobre uralística.
Helimski inició el desarrollo de una base de datos digital urálica, que luego se convirtió en parte del Proyecto StarLing de Sergei Starostin . La base de datos se basa en gran medida en el Diccionario Etimológico Uralico de Károly Rédei, UEW.

## Publicaciones principales
- Очерки по селькупскому языку: Тазовский диалект. Ч. 1-3. М., 1980, 1993, 2002 (coautoría con: А. И. Кузнецова et al. ).
- Древнейшие венгерско-самодийские языковые параллели: Лингвистическая и этногенетическая интерип. М., 1982.
- El idioma de los primeros libros selkup. Szeged, 1983 - (Studia Uralo-Altaica 22).
- Die Matorische Sprache: Wörterbuch - Grundzüge der Grammatik - Sprachgeschichte unter Mitarbeit von Beáta Nagy. Szeged, 1997. - (Studia Uralo-Altaica 41).
- Компаративистика, уралистика: Лекции и статьи. М., 2000.
- Самодийско-тунгусо-маньчжурские лексические связи. М .: Языки славянской культуры, 2007 (coautor: А. Е. Аникин).

## Otras lecturas
- Vol. 14 (2009) de Studia Etymologica Cracoviensia está dedicado a la memoria de EA Helimski. Contiene, entre otros, tres estudios biográficos.

- Datos: Q77959
- Multimedia: Eugen Helimski / Q77959